# Amore & blues
Amore & Blues  è il primo album in studio della cantante italiana Shari, pubblicato il 29 novembre 2024 dalla Columbia Records e Sony Music.

## Descrizione
Nel 2023, dopo la pubblicazione del suo terzo EP, l’artista arriva tra i finalisti di Sanremo Giovani e partecipa alla 73esima edizione del Festival di Sanremo con il brano Egoista. 
La cantautrice lo ha annunciato tramite un video pubblicato sul suo Instagram. "Amore & Blues" nasce da un anno di introspezione e sperimentazione: un progetto che Shari ha scritto, prodotto e plasmato quasi interamente da sola, unendo le sue molteplici influenze in undici tracce che raccontano il suo mondo interiore. Il disco esplora l’amore in tutte le sue forme, intrecciandolo con la malinconia tipica del blues, trasformata in energia creativa.
Nel disco troviamo collaborazioni con Anice, Epoque e Dani Faiv arricchiscono il progetto, mentre la produzione, firmata da nomi come Salmo e Stabber, offre sonorità eclettiche che esaltano la voce graffiante e intensa di Shari. Il risultato è un lavoro che mescola pop, soul, urban, R&B ed elettronica.

## Promozione
Shari ha presentati l'album in anteprima il 29 novembre al Biko di Milano.

## Tracce
1. Diamante – 3:37
2. Amore & Blues – 2:57
3. Ti cerco nel blue (feat. Anice) – 3:15
4. Cenere e fumo – 2:38
5. Margherita (feat. Epoque) – 3:00
6. Dove 6? (feat. Dani Faiv) – 3:33
7. Tonight – 3:43
8. Rosa rossa – 2:28
9. Fuoco – 2:26
10. Anestesia – 2:08
11. Buonanotte – 2:40